# Alfred Hämmerle
Alfred Hämmerle (ur. 26 lipca 1892 w Lustenau, zm. 2 kwietnia 1959 tamże) – austriacki strzelec, olimpijczyk.
Wystąpił na Letnich Igrzyskach Olimpijskich 1936 w jednej konkurencji, którą był karabin małokalibrowy leżąc z 50 m. Zajął w niej 61. pozycję ex aequo z Rudolfem Sentim z Liechtensteinu. 

## Wyniki

### Igrzyska olimpijskie
| Igrzyska    | Konkurencja                       | Wynik    | Miejsce | Źródło |
| ----------- | --------------------------------- | -------- | ------- | ------ |
| Berlin 1936 | Karabin małokalibrowy leżąc, 50 m | 281 pkt. | 61      | [ 2 ]  |